# Serge Racine
Serge Racine (1951. október 9. – ) haiti válogatott labdarúgó.

## Pályafutása

### Klubcsapatban
1973 és 1975 között az Aigle Noir játékosa volt. 1975 és 1979 között a német Wacker 04 Berlin csapatában játszott. 

### A válogatottban
A haiti válogatott tagjaként részt vett az 1974-es világbajnokságon, ahol pályára lépett az Argentína, és a Lengyelország elleni csoportmérkőzésen.